# عزيزية (عين العرب)
عزيزية قرية سوريّة تتبع إداريّاً لمحافظة حلب منطقة عين العرب ناحية مركز عين العرب، بلغ تعداد سكانها 358 نسمة حسب التعداد السكاني لعام 2004.